# Fontaine-Guérin
Pour les articles homonymes, voir Fontaine.
Fontaine-Guérin est une ancienne commune française située dans le département de Maine-et-Loire, en région Pays de la Loire, devenue le 1er janvier 2016, une commune déléguée de la commune nouvelle des Bois d'Anjou.

## Géographie
Commune angevine du Baugeois, Fontaine-Guérin est située sur la route départementale 144 entre Baugé et Beaufort-en-Vallée, à proximité de la sortie no 1 de l'autoroute A85 (Angers - Tours).
Son territoire se situe sur l'unité paysagère du Plateau du Baugeois.

## Histoire
En janvier 2016, les communes de Brion, Fontaine-Guérin et Saint-Georges-du-Bois se regroupent pour former la commune nouvelle de Les Bois d'Anjou.

## Toponymie et héraldique

### Héraldique
| Blason de Fontaine-Guérin | Blason  | Écartelé : aux 1er et 4e de gueules à l’aigle d’or, aux 2e d’azur au croissant d’argent accompagné de six croisettes tréflées du même, trois rangées en chef et trois rangées en pointe, qui est de Bueil au 3e d’azur à la croisette latine ancrée d’or. |
| Blason de Fontaine-Guérin | Détails | Le statut officiel du blason reste à déterminer. |

## Politique et administration

### Administration municipale

#### Administration actuelle
Depuis le 1er janvier 2016, Fontaine-Guérin constitue une commune déléguée au sein de la commune nouvelle de Les Bois d'Anjou et dispose d'un maire délégué.
| Période                                  | Période  | Identité           | Étiquette | Qualité |
| ---------------------------------------- | -------- | ------------------ | --------- | ------- |
| janvier 2016                             | 2016     | Arnaud Monchicourt |           |         |
| 2016                                     | en cours | Sandro Gendron,    |           |         |
| Les données manquantes sont à compléter. |          |                    |           |         |

#### Administration ancienne
| Période                                  | Période       | Identité             | Étiquette | Qualité |
| ---------------------------------------- | ------------- | -------------------- | --------- | ------- |
| mars 2001                                | mars 2014     | Jean-Patrick Defours |           |         |
| mars 2014                                | décembre 2015 | Arnaud Monchicourt   |           |         |
| Les données manquantes sont à compléter. |               |                      |           |         |

### Ancienne situation administrative
Jusqu'en 2015, la commune est membre de la communauté de communes de Beaufort-en-Anjou, elle-même membre du syndicat mixte Pays des Vallées d'Anjou.

## Population et société

### Démographie

#### Évolution démographique
L'évolution du nombre d'habitants est connue à travers les recensements de la population effectués dans la commune depuis 1793. À partir du 1er janvier 2009, les populations légales des communes sont publiées annuellement dans le cadre d'un recensement qui repose désormais sur une collecte d'information annuelle, concernant successivement tous les territoires communaux au cours d'une période de cinq ans. 
Pour les communes de moins de 10 000 habitants, une enquête de recensement portant sur toute la population est réalisée tous les cinq ans, les populations légales des années intermédiaires étant quant à elles estimées par interpolation ou extrapolation. Pour la commune, le premier recensement exhaustif entrant dans le cadre du nouveau dispositif a été réalisé en 2005,.
En 2013, la commune comptait 968 habitants, en évolution de +5,91 % par rapport à 2008 (Maine-et-Loire : +3,3 %, France hors Mayotte : +2,49 %).
| 1793  | 1800  | 1806 | 1821  | 1831  | 1836  | 1841  | 1846  | 1851  |
| ----- | ----- | ---- | ----- | ----- | ----- | ----- | ----- | ----- |
| 1 016 | 1 083 | 965  | 1 056 | 1 102 | 1 132 | 1 138 | 1 163 | 1 141 |

| 1856  | 1861  | 1866  | 1872  | 1876  | 1881  | 1886  | 1891  | 1896  |
| ----- | ----- | ----- | ----- | ----- | ----- | ----- | ----- | ----- |
| 1 082 | 1 133 | 1 161 | 1 118 | 1 089 | 1 088 | 1 040 | 1 127 | 1 091 |

| 1901 | 1906 | 1911 | 1921 | 1926 | 1931 | 1936 | 1946 | 1954 |
| ---- | ---- | ---- | ---- | ---- | ---- | ---- | ---- | ---- |
| 975  | 963  | 923  | 756  | 810  | 756  | 731  | 736  | 750  |

| 1962 | 1968 | 1975 | 1982 | 1990 | 1999 | 2005 | 2010 | 2013 |
| ---- | ---- | ---- | ---- | ---- | ---- | ---- | ---- | ---- |
| 694  | 679  | 587  | 579  | 628  | 723  | 831  | 955  | 968  |

#### Pyramide des âges
La population de la commune est relativement jeune. Le taux de personnes d'un âge supérieur à 60 ans (16,1 %) est en effet inférieur au taux national (21,8 %) et au taux départemental (21,4 %).
Contrairement aux répartitions nationale et départementale, la population masculine de la commune est supérieure à la population féminine (51,3 % contre 48,7 % au niveau national et 48,9 % au niveau départemental).
La répartition de la population de la commune par tranches d'âge est, en 2008, la suivante :
- 51,3 % d’hommes (0 à 14 ans = 25,3 %, 15 à 29 ans = 17,8 %, 30 à 44 ans = 23 %, 45 à 59 ans = 19 %, plus de 60 ans = 14,8 %) ;
- 48,7 % de femmes (0 à 14 ans = 21,2 %, 15 à 29 ans = 18 %, 30 à 44 ans = 24,5 %, 45 à 59 ans = 18,8 %, plus de 60 ans = 17,5 %).

| Hommes | Classe d’âge | Femmes |
| ------ | ------------ | ------ |
| 0,0    | 90 ans ou +  | 0,7    |
| 6,1    | 75 à 89 ans  | 6,4    |
| 8,7    | 60 à 74 ans  | 10,4   |
| 19,0   | 45 à 59 ans  | 18,8   |
| 23,0   | 30 à 44 ans  | 24,5   |
| 17,8   | 15 à 29 ans  | 18,0   |
| 25,3   | 0 à 14 ans   | 21,2   |

| Hommes | Classe d’âge | Femmes |
| ------ | ------------ | ------ |
| 0,4    | 90 ans ou +  | 1,1    |
| 6,3    | 75 à 89 ans  | 9,5    |
| 12,1   | 60 à 74 ans  | 13,1   |
| 20,0   | 45 à 59 ans  | 19,4   |
| 20,3   | 30 à 44 ans  | 19,3   |
| 20,2   | 15 à 29 ans  | 18,9   |
| 20,7   | 0 à 14 ans   | 18,7   |

### Manifestations culturelles et festivités
Plusieurs manifestations se déroulent sur la commune :
- La fête des Battages, organisée le 2e week-end d’août, fait revivre les traditions rurales d’autrefois avec des ateliers animés par des artisans et membres du village vêtus en tenues d'époque du XIXe siècle[15].
- Le Nouveau Théâtre Populaire (NTP) créé en 2009 par de jeunes acteurs et metteurs en scène, propose la 2e quinzaine d'août un festival de 15 jours ; sont présentés au public de grands textes du répertoire[16],[17].
- Jusqu'en 2014 se tient le festival international de jeux de lancer Les Boulympiades, créé par Guy Cornu et organisé par l'association Jeux, culture et tradition d'Anjou, et qui se déroule sur le site du village vacances de Fontaine-Guérin. À cette occasion, les visiteurs s’initient à de nombreux jeux d’adresse traditionnels européens : boules, quilles, palets, billes, fléchettes, jeux de table, etc[18].

## Économie
Sur 62 établissements présents sur la commune à fin 2010, 37 % relevaient du secteur de l'agriculture (pour une moyenne de 17 % sur le département), 5 % du secteur de l'industrie, 16 % du secteur de la construction, 37 % de celui du commerce et des services et 5 % du secteur de l'administration et de la santé.

### Tourisme
Le tourisme se développe de plus en plus notamment grâce au camping et au plan d'eau. Le camping des Bois D'Anjou se situe a Fontaine Guerin à la sortie de la ville direction Saint-Georges-du-Bois
De plus, le plan d'eau de Fontaine Guerin attire l'été des personnes du village ainsi que des touristes pour se baigner dans une eau de sources surveillé par un maitre nageur chaque été et par ces nombreux jeux pour enfants. Juste à côté du camping et du plan d'eau, une guiguette est ouverte de fin avril à fin septembre.

## Culture locale et patrimoine

### Lieux et monuments

#### Église Saint Martin de Vertou

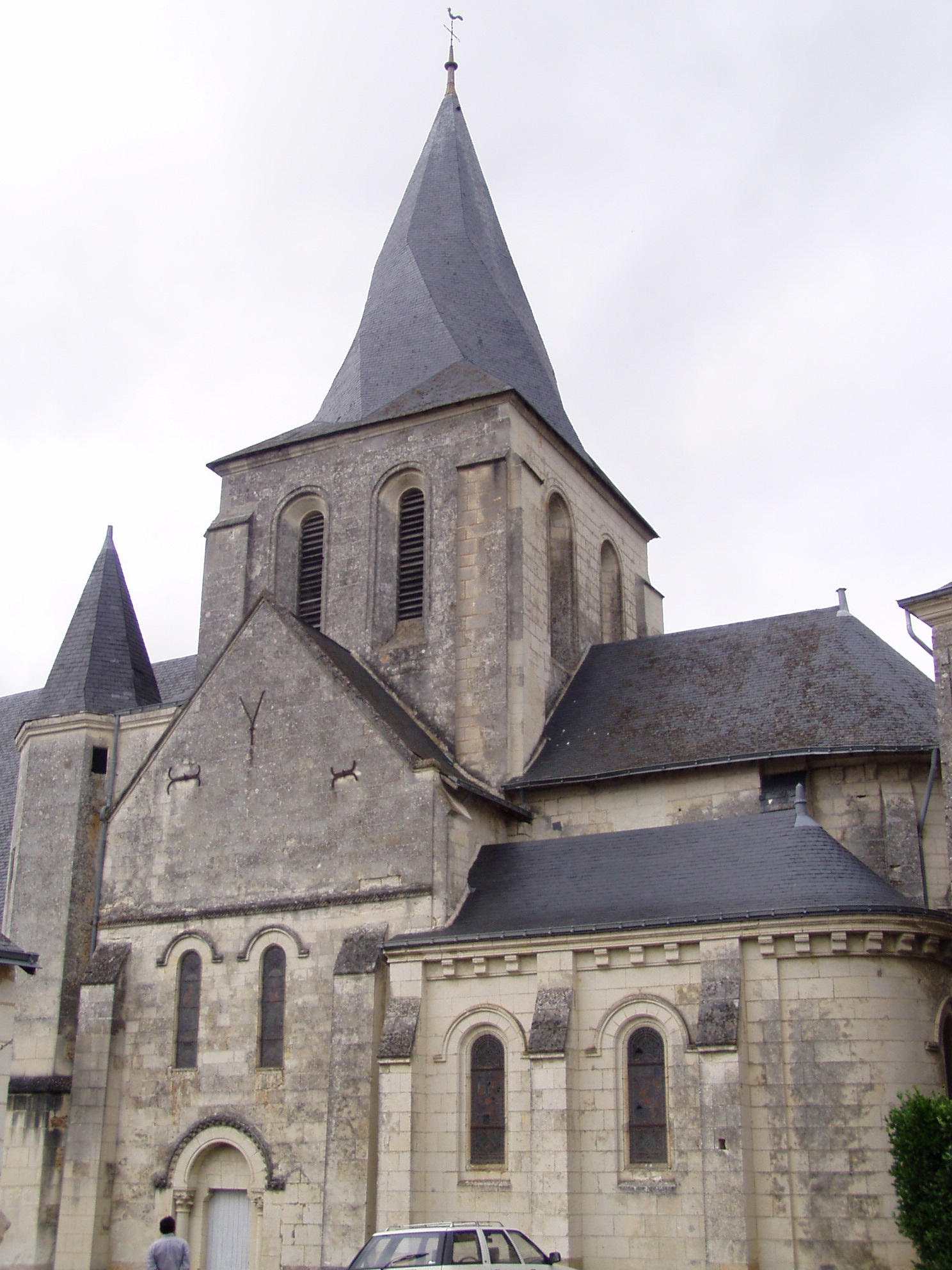
L'église.

L'église romane datant des XIe et XIIe siècles possède un clocher tors qui fut construit au XVIIe siècle. La flèche est assez courte et tourne de droite à gauche, d'un huitième de tour ce qui prouve que cette torsion est voulue. Sa torsion s'arrête à mi-hauteur, c'est une véritable prouesse architecturale. Il y a alentour dans le Baugeois quatre autres clochers tors : à Fougeré, Le Vieil-Baugé, Mouliherne et Pontigné qui tournent tous de gauche à droite.
À l'intérieur :
- voûte lambrissée peinte datant du XVe siècle, les peintures ont été refaites à l'huile vers 1875 ;
- autel en marbres rose, noir et blanc.

#### Château de La Tour Du Pin
Le château de La Tour du Pin est un édifice construit au bas Moyen Âge mais est un site fréquenté depuis l'âge du Néolithique par la présence d'un dolmen (détruit) situé devant la ruine.

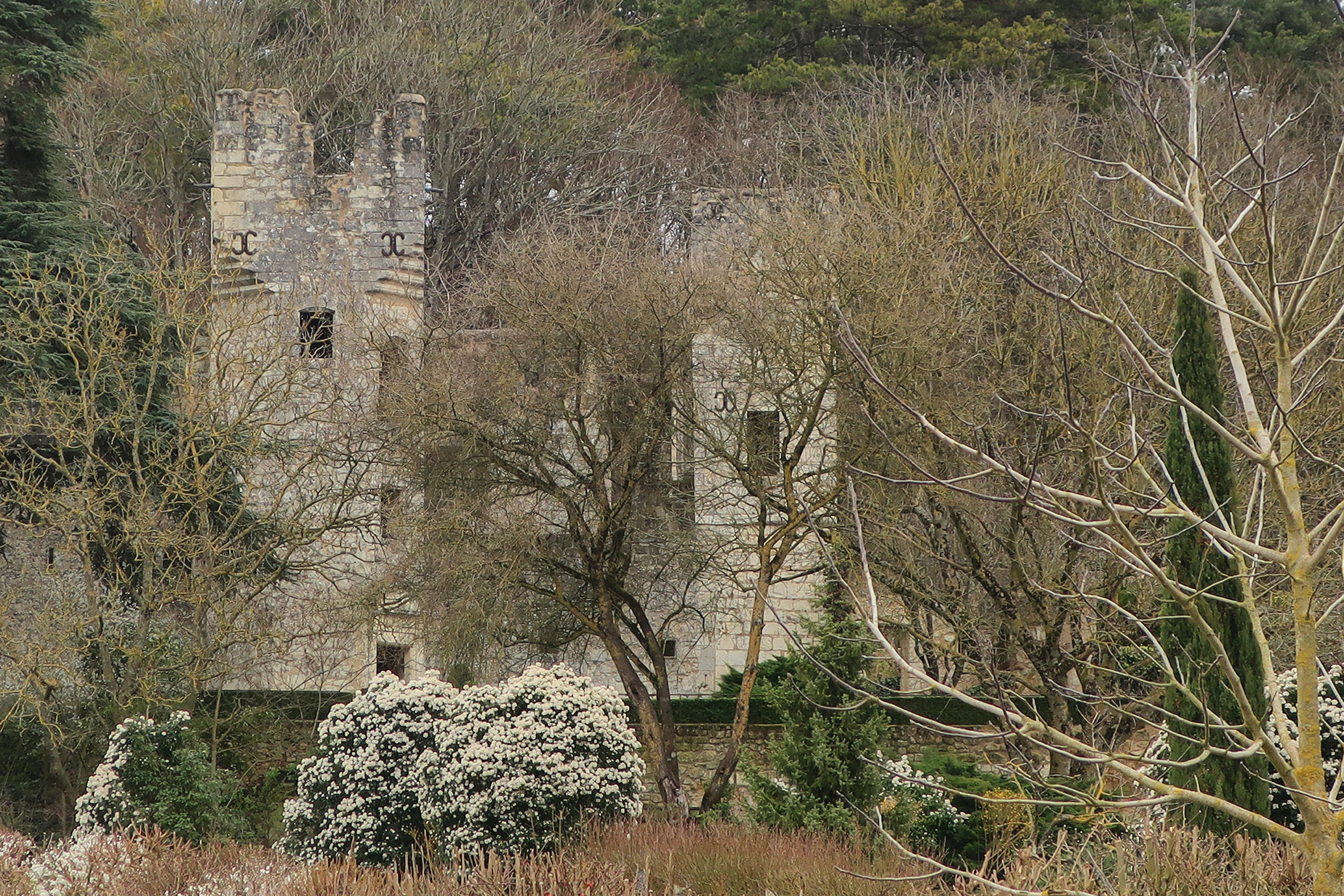
Le château de la Tour-du-Pin

On relève d'une architecture avec une fenêtre géminée sur la façade principale, caractéristique du xiie au xiiie siècle.
L'édifice mesure 20 mètres de longueur pour 10 mètres de largeur et est situé à 48 mètres d'altitude au pied d'un sommet.
Le château est composé de 3 tours protégées par des meurtrières et son architecture fut modifiée jusqu'au xve siècle.
Pour des raisons inconnues, le château est tombé en ruine (guerres de Cent Ans ?)
et n'a pas su retrouver sa généalogie, ni son histoire.

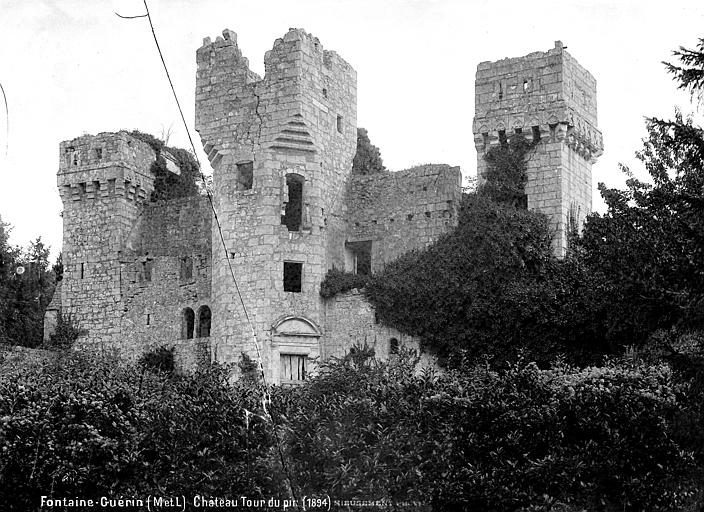
Château de la Tour Du Pin en 1894

#### Autres lieux et monuments
- Le Dolmen "Pierre Couverte", situé dans les bois au-dessus du bourg du village..
- Manoir de Chape[21]
- Le plan d'eau.

### Personnalités liées à la commune
- L'écrivain Racan (1589-1670), en fut le baron de 1631 jusqu'à sa mort.
- Yvon Péan dit Guérin Defontaine (1928-2009), né sur la commune, poète et écrivain patoisan du parler angevin.
- Guérin des Fontaines, un chevalier décédé à la bataille de Baugé en 1421. Une statue est sur la place de l'église[réf. nécessaire]